# 劉養志
劉養志（1557年12月25日—？年），字希尹，號起莘，四川重慶府江津縣人，民籍，明朝政治人物。

## 生平
由縣學附學生中式萬曆七年（1579年）己卯科四川鄉試第三十三名舉人，萬曆十一年（1583年）癸未科三甲二百五十三名進士。大理寺觀政，十二年授江西清江縣知縣，十七年升南工部主事，二十年升郎中，二十一年升山西僉事，二十四年調用。

## 家族
曾祖劉翱；祖劉宗元；父劉顯達；母劉氏；繼母余氏。具慶下，妻朱氏，弟養忠；養心。